# بدو نصف رحل
البدو نصف الرُّحَل هم البدو الذين يقتنون الشاة (الغنم) بنسبة أكبر من اقتنائهم للإبل بخلاف البدو الرحل وتكون بذلك نجعتهم وترحالهم قصيرة بحدود 200 إلى 400 كيلومتر.  ويعتبرون المرحلة الوسطى من مراحل تحضر البدو، وهم أهل خيل وإبل وحلٍّ وترحال وضرب وطعن.
وهم يُعرفون أيضاً باسم: (القبائل الريفية أو الشوايا) في سوريا والعراق  وباسم : الشاوية في الجزائر .